# Saroba isocyma
Saroba isocyma là một loài bướm đêm trong họ Noctuidae.